# Pteroceras hirsutum
Pteroceras hirsutum är en orkidéart som först beskrevs av Joseph Dalton Hooker, och fick sitt nu gällande namn av Richard Eric Holttum. Pteroceras hirsutum ingår i släktet Pteroceras och familjen orkidéer. Inga underarter finns listade i Catalogue of Life.